# District de Marienwerder

Le district de Marienwerder au sud.

Le district de Marienwerder (Regierungsbezirk Marienwerder de 1815 à 1920 et de 1939 à 1945) ou bien district de Prusse-Occidentale (1920-1939 ; Regierungsbezirk Westpreußen) était une région gouvernementale du royaume de Prusse et de l'État libre de Prusse en Allemagne, fondée en 1815. Auparavant, la région faisait partie du duché de Prusse. Ce district, ou région, faisait partie des provinces de Prusse-Occidentale (1815-1829, et 1878-1920), de Prusse (1829-1878) et de Prusse-Orientale (1922-1939), les trois aujourd'hui disparues. Le district constituait la moitié méridionale de la Prusse-Occidentale lorsqu'elle a été divisée en deux districts en 1815. Il a ensuite fait partie en 1920 d'une région dirigée par la commission interalliée. Son ancien territoire est aujourd'hui situé dans les voïvodies polonaises de Poméranie et de Couïavie-Poméranie.

## Limites géographiques
Le chef-lieu du district se situait à Marienwerder au nord de laquelle se trouvait la limite du district de Dantzig. Le district de Königsberg, en province de Prusse-Orientale, se trouvait à l'est, ainsi que le royaume de Pologne appartenant à l'Empire russe. La limite sud était marquée par le district de Bromberg faisant partie de la province de Posnanie, la limite ouest par le district de Francfort-sur-l'Oder, appartenant à la province de Brandebourg et le district de Cöslin, appartenant à la Poméranie prussienne. Sa superficie totale était en janvier 1821 de 17 621 km2.

## Économie
L'économie de la région était essentiellement agricole, mais il existait aussi une industrie minière pour le charbon. Il y avait quelques usines de machines et d'outillage agricoles et le commerce avait de l'importance à Thorn et à Graudenz.
Le réseau de Chemin de fer oriental de Prusse (Preussische Ostbahn) se constituant à partir de 1852, l'industrie et le commerce se développèrent à partir de cette date, tandis que la Weichsel était toujours un axe fluvial majeur.

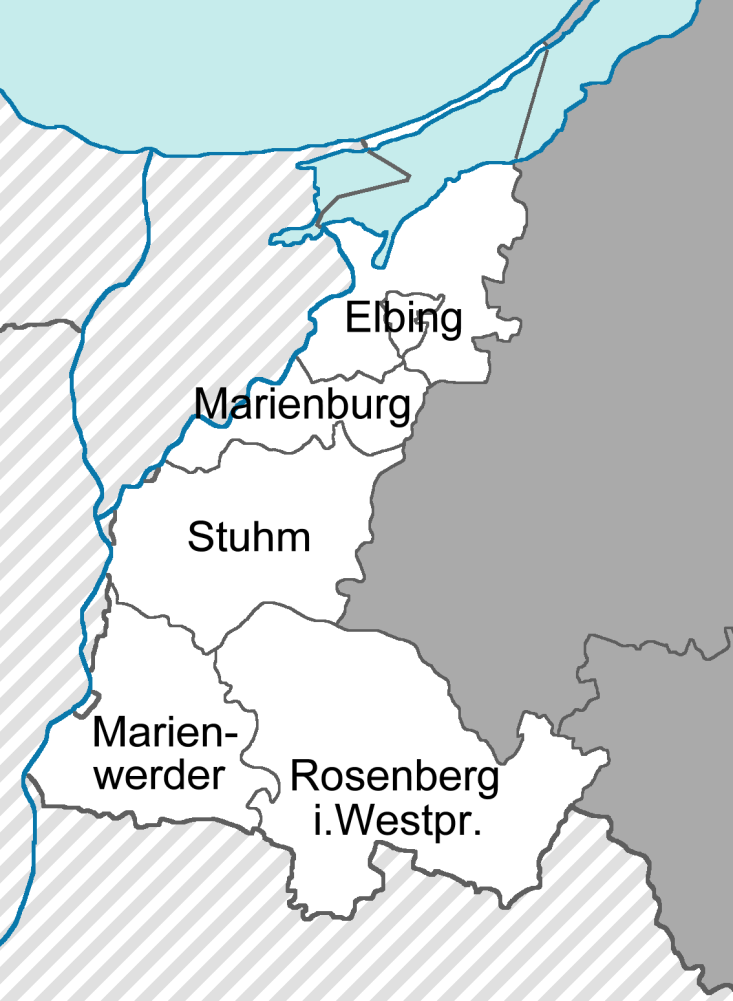
District de Prusse-Orientale et ses arrondissements vers juillet de 1939

## Histoire de 1920 à 1939

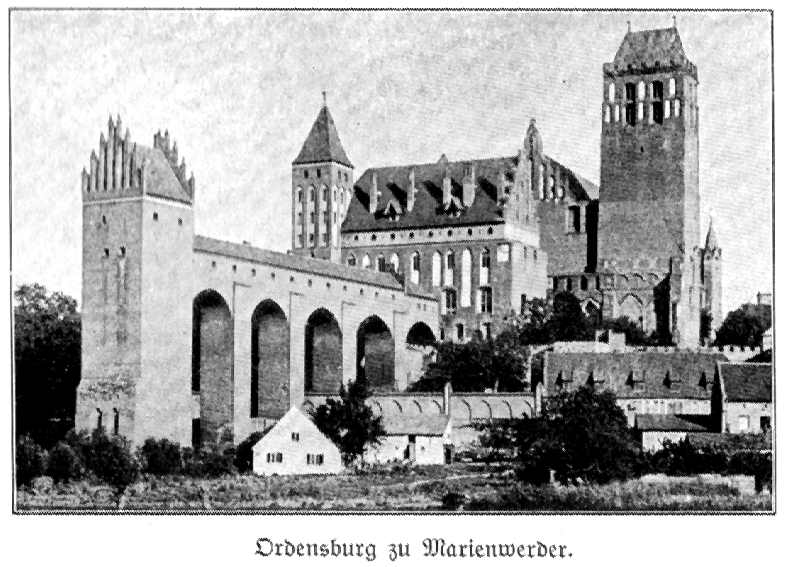
Vue du château de Marienwerder en 1912, construit par les chevaliers teutoniques

La plus grande partie du territoire de ce district a été attribuée à la nouvelle république de Pologne par le traité de Versailles. Cependant des portions à l'est de la Vistule choisissent au plébiscite de Prusse-Occidentale (Abstimmung in Westpreußen) du 11 juillet 1920 de demeurer dans le nouvel État libre de Prusse. Ainsi 92 % dans la zone autour de Marienwerder choisissent de rester citoyens allemands. En 1922 elles sont intégrées dans la province de Prusse-Orientale et le district connaît une nouvelle configuration. Il est dénommé district de Prusse-Occidentale (et non plus province, celle-ci n'existant plus). Il comporte alors des zones essentiellement rurales, comme l'arrondissement d'Elbing, Marienbourg, Rosenberg, Stuhm, et la ville d'Elbing. L'arrondissement et la ville d'Elbing, ainsi que Marienburg faisaient auparavant partie du district de Dantzig, cette dernière devenant ville libre soumise en partie à la Pologne. Quant à Flatow, Deutschkrone, et Schlochau, ils sont rattachés à la Marche de Posnanie-Prusse-Occidentale. Les arrondissements de Graudenz, Konitz, Culm, Löbau, Schwetz, Strasbourg et Thorn  sont rattachés au couloir de Dantzig, car les populations polonaises y étaient majoritaires et les populations allemandes n'y représentaient que 20 % de la population totale.
Après la reprise du couloir de Dantzig  par l'armée allemande, le district de Prusse-Occidentale sort de la Prusse-Orientale pour appartenir au Reichsgau de Dantzig-Prusse-Occidentale, le 26 octobre 1939.

## Histoire de 1939 à 1945
En 1939 le district fut demantelé des arrondissements Marienbourg, Elbing rural et urbain, renommé comme District de Marienwerder, et rattaché au Reichsgau Danzig-Westpreußen, avec des territoires occupés de Dantzig et de la Pologne.

## Arrondissements jusqu'à 1920
Le district était divisé en plusieurs arrondissements, ou cercles (Kreis), et ville-arrondissements (Stadtkreis), ainsi en 1820 :
- Graudenz (ville-arrondissement) détachée de l'arrondissement rural homonyme en 1900
- Thorn (ville-arrondissement) détachée de l'arrondissement rural homonyme en 1900
- Arrondissement de Briesen (de), créé en 1887, rattaché à la Voïvodie de Poméranie (1919-1939) en 1920
- Arrondissement de Culm (de), rattaché à la Voïvodie de Poméranie en 1920
- Arrondissement de Deutsch Krone, rattaché à la Posnanie-Prusse-Occidentale en 1922
- Arrondissement de Flatow (de), rattaché à la Posnanie-Prusse-Occidentale en 1922
- Arrondissement de Graudenz, rattaché à la Voïvodie de Poméranie en 1920
- Arrondissement de Konitz (de), rattaché à la Voïvodie de Poméranie en 1920
- Arrondissement de Löbau-en-Prusse-Occidentale (de), rattaché à la Voïvodie de Poméranie en 1920
- Arrondissement de Marienwerder (de)
- Arrondissement de Rosenberg-en-Prusse-Occidentale
- Arrondissement de Schlochau, rattaché à la Posnanie-Prusse-Occidentale en 1922
- Arrondissement de Schwetz, rattaché à la Voïvodie de Poméranie en 1920
- Arrondissement de Strasbourg-en-Prusse-Occidentale (de), rattaché à la Voïvodie de Poméranie en 1920
- Arrondissement de Stuhm
- Arrondissement de Thorn (de), rattaché à la Voïvodie de Poméranie en 1920
- Arrondissement de Tuchel, créé en 1875, rattaché à la Voïvodie de Poméranie en 1920

## Arrondissements de 1920 à 1939
Le district était divisé en cinq arrondissements (Kreis) et une ville-arrondissement en 1920 :
- Elbing (ville-arrondissement), détachée du district de Dantzig en 1920
- Arrondissement d'Elbing, détachée du district de Dantzig en 1920
- Arrondissement de Marienbourg (de), détachée du district de Dantzig en 1920
- Arrondissement de Marienwerder (de)
- Arrondissement de Rosenberg-en-Prusse-Occidentale
- Arrondissement de Stuhm

## Population
- 1820 : 379 062 habitants
- 1850 : 630 405 habitants
- 1905 : 932 434 habitants

## Présidents
Les présidents de région (ou de district) furent les suivants :
- 1814-1823: Theodor Gottlieb von Hippel le Jeune
- 1823-1825: Johann Carl Rothe (de)
- 1825-1830: Eduard von Flottwell
- 1830-1850: Jakob von Nordenflycht (de)
- 1850–1875: Botho Heinrich zu Eulenburg
- 1875-1881: Adalbert von Flottwell
- 1881-1891: Christian Julius von Massenbach
- 1891-1901: Karl von Horn
- 1901-1905: Ernst von Jagow
- 1905-1920: Karl Schlilling (de)
- 1920-1922: Theodor von Baudissin (de)
- 1922-1923: Alfons Proske (de)
- 1923-1925: Roland Brauweiler (de)
- 1925-1936: Karl Budding (de)
- 1936-1945: Otto von Keudell (de)